# Атомовоз
Атомовоз, атомный локомотив, или локомотив с ядерной энергетической установкой — автономный локомотив, приводимый в движение за счёт использования атомной энергии.

## История
Проектировался в качестве тяговой единицы для БЖРК. Применение таких локомотивов вместо обычных тепловозов давало бы комплексу практически неограниченную автономность. Доводом против служило соображение о высокой экологической опасности транспортного средства с ЯЭУ и возможных тяжёлых последствиях в случае крушения или другой аварии.
В 1983 году начались разработки подобного локомотива силами сразу нескольких предприятий (Всероссийский научно-исследовательский тепловозный институт, Коломенский тепловозостроительный завод и др.). К 1985 году был разработан конструктивный вариант атомовоза с реактором на быстрых нейтронах БОР-60 (тепловая мощность 60 МВт, электрическая мощность 12 МВт). Локомотив состоял из трёх секций: средняя — с 4-осными тележками, несущая ядерный реактор, крайние же представляли собой модернизированные экипажные части тепловоза 2ТЭ116, в них размещались вспомогательные дизели и турбогенераторы. Масса реактора с биологической защитой составляла 140 т. Для средней секции могли бы применяться тележки тепловоза ТЭМ7, нагрузка на ось в таком случае составляла бы 225 кН. Каркас кузова состоит из 2 продольных балок коробчатого сечения, соединённых шкворневыми балками и межрамными креплениями.
Ни один атомовоз не был построен, а разработки прекратились в 1985 году.
Перспективы проекта не определены. Атомовозы целесообразно использовать на магистралях с длинными тяговыми плечами и редкими населёнными пунктами. Имеется ряд технических трудностей, требующих решения, а также опасность терактов.

… Я говорю о ширококолейном транспорте. Существующая общепринятая в нашей стране ширина железнодорожной колеи — 1524 миллиметра была предложена одним из строителей дороги Петербург—Москва инженером Мельниковым.
Уже сегодня она нас удовлетворить не может.
Ширина колеи в 3—5 метров позволит нам строить значительно более грузоподъемные вагоны и использовать локомотивы мощностью в 40—50 тысяч лошадиных сил, чтобы обеспечивать скорость движения в 250—350 километров в час. Значительно облегчится вопрос об использовании на таких локомотивах атомных реакторов. Ведь, как известно, только значительный вес биологической защиты препятствует тому, чтобы уже сегодня на наши дороги вышли атомные локомотивы, хотя удовлетворительные проекты таких локомотивов имеются в разных странах…
— Звонков В. В. (Материалы к биобиблиографии учёных СССР)

## Современные проекты
В феврале 2011 года было объявлено, что корпорация «Росатом» и ОАО «Российские железные дороги» в конце июля 2011 года собираются провести презентацию научно-выставочного комплекса из 11 вагонов с локомотивом, использующим атомную силовую установку.

«Это состав, включающий реактор на быстрых нейтронах, который может быть реализован как транспортный элемент — силовая установка», — пояснил вице-президент РЖД Валентин Гапанович.